# Técnicas Reunidas
Técnicas Reunidas, S.A. eller TRSA er en spansk bygge- og anlægsvirksomhed. De udfører design og byggeri af energiindustrianlæg, kraftværker og infrastruktur. Virksomheden blev etableret i 1959 og har siden 1971 haft sin egen forskning- og udviklingsafdeling.